# Крістіан Хіменес (футболіст, 1981)
Це стаття про мексиканського футболіста. Не варто плутати з аргентинським футболістом Крістіаном Едуардо Хіменесом, який також грав за «Боку Хуніорс».
Крістіан Едуардо Хіменес (ісп. Christian Eduardo Giménez; нар. 1 лютого 1981, Ресістенсія, Аргентина) — мексиканський футболіст аргентинського походження, атакувальний півзахисник, захищав кольори зокрема клубу «Крус Асуль» та збірної Мексики.
По завершенні ігрової кар'єри — тренер.
Батько футболіста Сантьяго Хіменеса.

## Кар'єра
З раннього дитинства Хіменес грав у футбол на вулиці. 1989 року скаути «Бока Хуніорс» помітили Крістіана і запросили в молодіжну команду. Через 10 років після закінчення футбольної академії Хіменес дебютував в аргентинській Прімері в матчі проти «Велес Сарсфілд». 6 вересня в поєдинку проти «Уракану» він забив свій перший гол за клуб. З «Бокою» він тричі став чемпіоном Аргентини, а також двічі виграв Кубок Лібертадорес. Незважаючи на всі досягнення Крістіан так і не став основним футболістом команди.
У 2003 році він перейшов в «Уніон Санта-Фе», де одразу ж став основним футболістом. По закінченні сезону його клуб вилетів у перший дивізіон і Хіменес покинув клуб. Крістіан перейшов в «Індепендьєнте», де також мав постійне місце в основі, але добитися таких самих результатів, як в «Бока Хуніорс» не зміг.
У липні 2004 року він переїхав в Мексику, де підписав угоду з клубом «Веракрус». 14 серпня в матчі проти «Монтеррея» Крістіан дебютував в мексиканській Прімері. Через два тижні Хіменес забив свій дебютний м'яч у поєдинку проти «Монаркас Морелія».
У 2005 році Хіменес за рекомендацією свого колишнього партнера Куаутемока Бланко перейшов у столичну «Америку». У своєму першому ж сезоні Крістіан забив три голи, незважаючи на те, що в основному виходив на заміну і допоміг «Америці» виграти титул чемпіона.
Влітку 2006 року Хіменес перейшов в «Пачуку», де він провів свій найбільш яскравий відрізок кар'єри. У складі нової команди Крістіан виграв Клаусуру 2006 року, а також Суперкубок Мексики, південноамериканський кубок, де у фінальному протистоянні з чилійським «Коло-Коло» він забив вирішальний гол. У 2007 році Хіменес виграв Північноамериканську суперліги та Кубок чемпіонів КОНКАКАФ. У сезоні Клаусури 2009 Федерація футболу Мексики вибрала Крістіана найкращим атакуючим півзахисником. Загалом за «Пачуку» Хіменес провів 169 зустрічей, забив 65 м'ячів і віддав 24 гольових передач.
У січні 2010 року Крістіан перейшов в «Крус Асуль». Сума трансферу склала 5 млн доларів. 24 січня в поєдинку проти «УНАМ Пумас» він дебютував за нову команду. 4 квітня в матчі проти «Керетаро» Хіменес забив свій перший м'яч за клуб, який виявився єдиним у зустрічі. У своєму першому сезоні Крістіан не показав попередньої гри, за що був підданий критиці і подумував про відхід з «Крус Асуль», але в одному з перших матчів Клаусури 2010 проти «Хагуарес Чьяпас» він зробив хет-трик. Після такого вражаючого початку Хіменес не збавив обертів і забив 14 м'ячів, провівши всі матчі чемпіонату в основному складі. У 2014 році він у четвертий раз виграв Лігу чемпіонів КОНКАКАФ.

## Міжнародна кар'єра
У 2001 році виступав за молодіжну збірна Аргентини, у складі якої став фіналістом чемпіонату Південної Америки серед молодіжних команд.
У 2009 році тренер збірної Аргентини Дієго Марадона викликав Хіменеса для участі в матчах відбіркового раунду чемпіонату світу 2010 року проти збірних Колумбії і Еквадору, але на поле Крістіан так і не вийшов.
У липні 2013 року Хіменес отримав мексиканське громадянство і отримав виклик в збірну Мексики. 15 серпня 2013 року в товариському матчі проти збірної Кот-д'Івуару Крістіан дебютував за збірну Мексики.

## Досягнення
Командні
 «Бока Хуніорс»
- Чемпіон Аргентини: Апертура 1998, Клаусура 1999, Апертура 2000
- Володар Кубка Лібертадорес: 2000, 2001

 «Америка»
- Чемпіон Мексики: Клаусура 2005
- Володар Кубка чемпіонів КОНКАКАФ: 2006

 «Пачука»
- Чемпіон Мексики: Клаусура 2007
- Північноамериканська суперліга: 2007
- Володар Кубка чемпіонів КОНКАКАФ: 2007, 2008
- Володар Південноамериканського кубка: 2006

 «Крус Асуль»
- Володар Кубка Мексики: 2013
- Переможець Ліги чемпіонів КОНКАКАФ: 2013/14

Індивідуальні
 «Пачука»
- Найкращий атакувальний півзахисник: Клаусура 2009